# Дрого (епископ Меца)

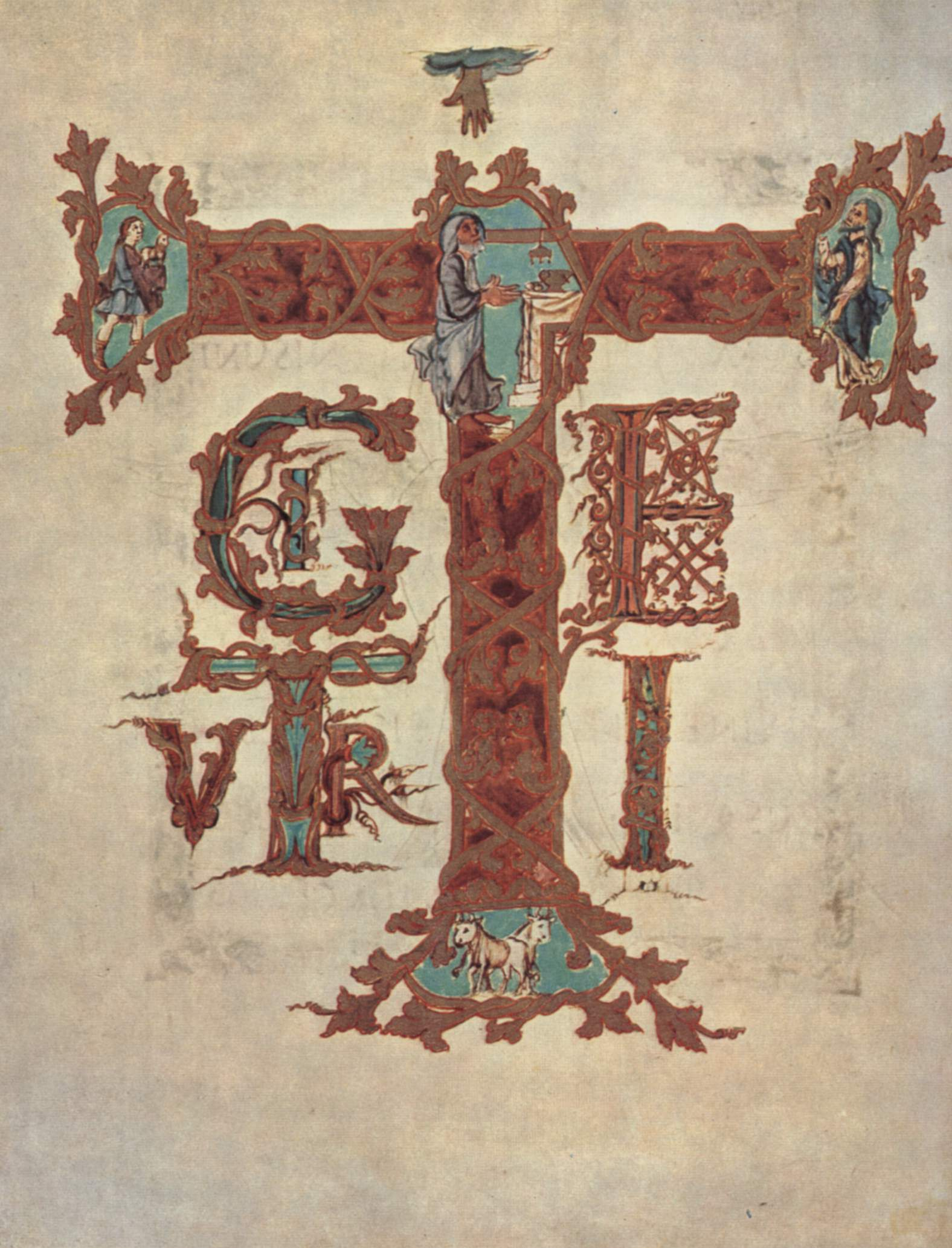
Страница Сакраментария Дрого

Дрого (фр. Drogon; 17 июня 801 — 8 декабря 855) — епископ Меца (823—855), внебрачный сын императора Карла Великого от наложницы Регины.

## Биография
После подавления мятежа Бернарда Итальянского, император Людовик I Благочестивый, в целях предотвращения на будущее возможных мятежей, связанных с притязаниями на корону и часть королевства со стороны своих ближайших родственников решил постричь в монахи своих братьев Дрого, Гуго и Теодориха. Но затем раскаявшись в содеянном, Людовик достойно наградил их.
Дрого получил епископскую кафедру в Меце (28 июня 823 года), одну из самых почитаемых при Каролингах, став здесь преемником епископа Гондульфа. С этого времени стал вернейшим помощником Людовика Благочестивого. С 834 года занимал пост главы придворной капеллы. Единственный из ближайших родственников императора, присутствовавший при его кончине и похоронивший его в церкви Святого Арнульфа в Меце. После смерти императора встал на сторону Лотаря I и до самой смерти руководил его капеллой. При Дрого наступил расцвет мецского скриптория.
В 852 году епископ Дрого совершил торжественное перенесение мощей святых Селеста и Авктора из Меца в аббатство в Мармутьё.
Епископ Дрого скончался 8 декабря 855 года. Его преемником на мецской кафедре стал епископ Адвенций.